# Robert Kraichnan
Robert Harry Kraichnan (* 15. Januar 1928 in Philadelphia; † 26. Februar 2008 in Santa Fe) war ein US-amerikanischer theoretischer Physiker, bekannt für Arbeiten über die Theorie der Turbulenz.

## Leben
Kraichnan studierte am Massachusetts Institute of Technology (MIT), wo er 1949 promoviert wurde. 1949/50 war er am Institute for Advanced Study Assistent von Albert Einstein. Danach war er an der Columbia University und dem Courant Institute of Mathematical Sciences of New York University. Ab 1962 arbeitete er freiberuflich als Berater und mit Forschungsstipendien u. a. für das Los Alamos National Laboratory, die Princeton University, das Office of Naval Research, die Woods Hole Oceanographic Institution und die NASA. Dabei wohnte er als passionierter Naturwanderer zunächst in den Bergen New Hampshires und dann in New Mexico nahe Los Alamos bzw. in Santa Fe. Zuletzt war er seit 2003 „Homewood Professor“ in der „Whiting School of Engineering“ der Johns Hopkins University, zu dieser Zeit aber bereits erkrankt.
1993 gewann er den Otto-Laporte-Preis der American Physical Society und den Lars-Onsager-Preis, 2003 die Dirac-Medaille (ICTP). Er war seit 2000 Mitglied der National Academy of Sciences.
Er war zweimal verheiratet und hatte einen Sohn. Er lebte zuletzt mit seiner Frau, der Künstlerin und Fotografin Judy Moore-Kraichnan, in Santa Fe.

## Werk
In den 1950er Jahren beschäftigte er sich auch mit Quantenfeldtheorie und dem quantenmechanischen Vielteilchenproblem. Er entwickelte dafür ab 1957 selbstkonsistente Feldtheorien, „N-random-coupling-models“, in denen N Exemplare einer mikroskopischen Theorie in zufälliger Weise aneinander gekoppelt sind.
Aufbauend auf Arbeiten von Andrei Kolmogorow (1941), Lars Onsager (1945), Werner Heisenberg (1948), Carl Friedrich von Weizsäcker und anderen zur statistischen Theorie der Turbulenz von Flüssigkeiten entwickelte er ab 1957 eine feldtheoretische Formulierung in ähnlicher Richtung wie seine Theorie quantenmechanischer Vielteilchensysteme („Direct Interaction Approximation“), der er ab 1964/5 eine Lagrange-Formulierung gab (mit einem korrekten Skalierungsverhalten, das in seiner Arbeit von 1958 noch falsch angegeben war). Die statistische Theorie der Turbulenz viskoser Flüssigkeiten sagt eine skaleninvariante (das heißt einem Potenzgesetz folgende) Verteilung der Turbulenz-Moden voraus, wobei größere Wirbel in kleinere zerfallen und so ihre Energie „zerfließt“ (Dissipation). Das wird nicht durch Reibung auf Molekularebene verursacht, sondern durch die nichtlinearen Effekte der zugrundeliegenden Navier-Stokes-Gleichung.
Kraichnan entwickelte seine Turbulenztheorien über viele Jahrzehnte und war einer der führenden US-amerikanischen Theoretiker auf diesem Gebiet. 1967 sagte er voraus, dass sich in der zweidimensionalen Turbulenz Energie nicht nur von großen Skalen (etwa bestimmt durch Hindernisse im Strömungsfluss) auf kleinere verteilt wie in drei Dimensionen, sondern dass umgekehrt kleinere Fluktuationen anwachsen („Inverse Energy Cascade“). Die zweidimensionale Theorie hat Anwendungen vor allem in der Ozeanographie und Meteorologie und wurde z. B. in den 1980er Jahren durch Wetterballon-Daten bestätigt. Einflussreich war auch eine Arbeit Kraichnans von 1994, in der er ein exakt lösbares Turbulenzmodell (Kraichnan-Modell) vorstellte und anomale Skalierungsfaktoren für das darin vorkommende passive Skalarfeld berechnete (das Advektion beschreibt und z. B. für die Konzentration einer Chemikalie in einer strömenden Flüssigkeit steht).
Kraichnan beschäftigte sich schon als Schüler mit Allgemeiner Relativitätstheorie, gewann damit die Westinghouse Science Competition für Schüler und schrieb darüber seine Bachelorarbeit am MIT 1947 („Quantum Theory of the Linear Gravitational Field“). Vor Suraj N. Gupta, Richard Feynman und Steven Weinberg zeigte er damals, dass die Gleichungen der Allgemeinen Relativitätstheorie unter einigen plausiblen Zusatzannahmen aus der ihrer linearisierten Form entsprechenden Quantenfeldtheorie eines masselosen Spin-2-Teilchens (Graviton) folgen, das an den Energie-Impuls-Tensor der Materie koppelt. Die nichtlinearen vollen Gleichungen der Allgemeinen Relativitätstheorie folgen daraus, dass in dem Energie-Impuls-Tensor in selbstkonsistenter Weise die Beiträge der Gravitonen selbst berücksichtigt werden.